# نسيج ضام شبكي

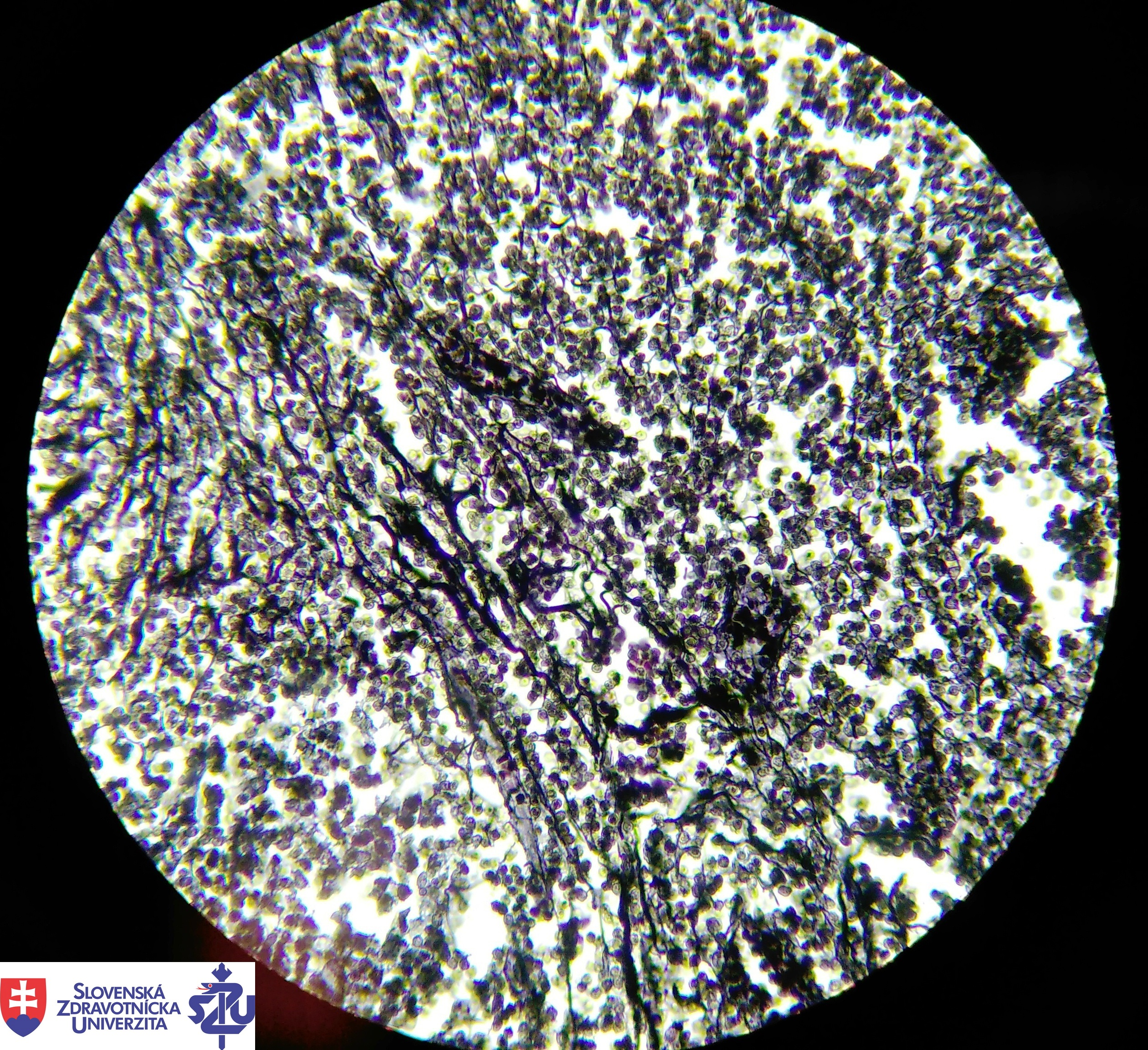

النسيج الضام الشبكي (بالإنجليزية: Reticular connective tissue)‏ هو أحد أنواع النسيج الضام، يتميز بوجود العديد من الألياف الشبكية والتي تكون متصلة بالخلايا النجمية ؛ ولذا يبدو النسيج في الشكل الشبكي . ويكون هذا النسيج الطبقة المحيطة framework للأعضاء الليمفية lymphoid organs و نخاع العظم وأيضاً الكبد والطحال وهو عبارة عن ألياف متشابكة قابلة لبعض صبغات الفضة. 

## أماكن تواجدها
حول الكبد والكلى ، والطحال، والغدد الليمفاوية، وكذلك في نخاع العظام .